# Martin Andersson (ämbetsman)
Martin Andersson, född 1966, är en svensk ekonom och ämbetsman.
Martin Andersson blev ekonomie doktor vid Göteborgs universitet 1995 på en avhandling om Kontroll av bankernas betalningssystem.
Han har arbetat sammanlagt 13 år vid Sveriges riksbank, bland annat som chef för Riksbankens avdelning för finansiell stabilitet respektive för enheten för finansiella system. Under 2008 var han konsult i egen regi, bland annat åt Bank of England. Åren 2009–2015 var han generaldirektör för Finansinspektionen (FI). Hans företrädare på posten var Erik Saers som tillförordnad generaldirektör från juni 2008.